# Bagnone
Bagnone là một đô thị ở tỉnh Massa-Carrara trong vùng Toscana, tọa lạc khoảng 120 km về phía tây bắc của Florence và khoảng 35 km về phía tây bắc của Massa. Tại thời điểm ngày 31 tháng 12 năm 2004, đô thị này có dân số 1.995 người và diện tích là 73,8 km².
Đô thị Bagnone có các frazioni (các đơn vị cấp dưới, chủ yếu là các làng) Biglio, Canale, Castiglione del Terziere, Collesino, Compione, Corlaga, Corvarola, Gabbiana, Iera, Lusana, Mochignano, Orturano, Pastina, Pieve, Treschietto, và Vico.
Bagnone giáp các đô thị sau: Corniglio, Filattiera, Licciana Nardi, Monchio delle Corti, Villafranca in Lunigiana.